# Hanosaurus hupehensis
Hanosaurus hupehensis Young, 1972 è un rettile estinto, appartenente ai saurotterigi. Visse nel Triassico inferiore (Olenekiano, circa 250 - 247 milioni di anni fa) e i suoi resti fossili sono stati ritrovati in Cina.

## Descrizione
Questo animale era di piccole dimensioni, e non doveva superare i 40 centimetri di lunghezza. Come tutti gli animali simili (i pachipleurosauri), possedeva un corpo dotato di costole spesse e un cranio di forma più o meno triangolare se visto dall'alto. Le ossa nasali si incontravano nella parte centrale del cranio, e la fossa temporale superiore era allungata e ricurva. Le vertebre caudali possedevano processi traversi ben sviluppati. 

## Tassonomia
Questo animale venne descritto inizialmente da Young nel 1972, sulla base di un fossile ritrovato nella formazione Jialingjiang, nella regione di Hubei (Cina); lo studioso, basandosi sull'olotipo incompleto, lo attribuì ai talattosauri, un gruppo di rettili triassici dalle abitudini marine e dall'incerta collocazione sistematica. Successivi studi (Rieppel, 1998) determinarono senza ombra di dubbio le parentele con i pachipleurosauri, un altro gruppo di rettili acquatici triassici, appartenenti ai saurotterigi, ben noti nel Triassico medio europeo (Neusticosaurus, Dactylosaurus) ma presenti anche in Cina (Keichousaurus); sembra che Hanosaurus fosse simile ma più derivato rispetto a Keichousaurus, sulla linea evolutiva che condusse ai pachipleurosauri europei (Rieppel, 1998).